# Pierre Nicole
Pierre Nicole (Chartres, 19 de octubre de 1625 - Paris,16 de noviembre de 1695) fue un teólogo, moralista, lógico y controversial francés. Es considerado uno de los principales autores jansenistas.

## Biografía
Pierre Nicole fue hijo de un abogado de provincia y sobrino del poeta Claude Nicole. Su padre se encargó personalmente de la educación e instrucción de Pierre, quien a los 14 años ya era capaz de leer obras en griego y latín en su idioma original. A los 17 años, en 1642, se trasladó a París para estudiar filosofía, obteniendo el título de maestro en artes en 1644 y siguiendo cursos de teología en 1645 y 1646. También estudió hebreo, pero finalmente lo abandonó debido a la debilidad de su vista.
Entró en contacto con "los señores de Port-Royal" a través de su tía, Marie des Anges Suireau, religiosa. Pasó parte de su tiempo enseñando en Abbaye de Port-Royal de Paris, donde fue uno de los cinco maestros. Estudió también a San Agustín y Santo Tomás, lo que le permitió obtener el título de bachiller en teología en 1649. Sin embargo, no logró obtener su licencia en teología debido a los disturbios que agitaban la Universidad en ese momento, relacionados con las cinco proposiciones extraídas del "Augustinus" de Jansenio.
Se retiró entonces a Port-Royal des Champs, a invitación de los líderes jansenistas, especialmente de Antoine Arnauld, quien veía en él a alguien capaz de ayudar. Para vivir en el anonimato en medio de los disturbios de la capital, adoptó el nombre de Rosny. Durante algunos años, enseñó en las pequeñas escuelas de Port-Royal des Champs a jóvenes estudiantes. Fue así como enseñó griego al futuro dramaturgo Racine. Al mismo tiempo, colaboró activamente en la recopilación de materiales para las "Provinciales" de Pascal, que tradujo al latín en 1658 durante un viaje a Alemania, bajo el seudónimo de William Wendrock, añadiendo sus propias notas mordaces. Su prólogo y comentarios latinos fueron traducidos al francés por Françoise-Marguerite de Joncoux, con la ayuda de Jean Louail, para acompañar la edición de 1699 de las "Provinciales". En 1662, Nicole escribió junto con Antoine Arnauld la "Lógica o Arte de pensar", que tuvo gran éxito.
En 1664 y 1665, Nicole redactó diez "Cartas imaginarias", imitando el estilo de las "Provinciales". La primera carta, "Sobre la herejía imaginaria", da título al conjunto: Nicole quería demostrar que las opiniones heréticas generalmente atribuidas a los jansenistas solo existían en la imaginación de los jesuitas. Estas cartas fueron violentamente atacadas en 1665 por Jean Desmarets de Saint-Sorlin, devoto cercano a los jesuitas. Nicole le respondió a finales de diciembre con una nueva serie de cartas, "Los Visionarios", donde se encuentra la frase: "Un creador de novelas y un poeta teatral es un envenenador público, no de cuerpos, sino de almas de los fieles...". Sin embargo, unas semanas antes, el 4 de diciembre, Racine había representado su segunda tragedia, "Alejandro Magno". El comentario de su antiguo maestro le dolió profundamente: "Mi padre", dijo Louis Racine, "se convenció de que esas palabras habían sido escritas solo contra él". Desde enero de 1666, Racine no solo atacó a Nicole, sino a todo Port-Royal, en su "Carta al autor de las Herejías Imaginarias y los dos Visionarios". Como respuesta, recibió dos cartas, publicadas en marzo y abril, atribuidas a Philippe Goibaud-Dubois y a Jean Barbier d'Aucour. Escribió una respuesta, la "Carta a los dos apologistas del autor de las Herejías Imaginarias", que se abstuvo de publicar y que solo se publicó en 1722.

Aunque Nicole está naturalmente asociado a Port-Royal, no compartía todas las opiniones de los jansenistas. Su principal deseo era evitar "desempeñar un papel en las guerras civiles". Sin embargo, cuando intentó entrar en la orden en 1676, el obispo de Chartres se lo impidió, probablemente debido a estas relaciones, y Nicole nunca avanzó más allá de la tonsura. En 1677, escribió una carta al papa Inocencio XI para apoyar a los obispos de Saint-Pons y de Arras en su lucha contra los casuistas. Esto le acarreó dificultades y tuvo que abandonar la capital. Se escondió un tiempo en los alrededores de Chartres, luego en Beauvais, pero finalmente decidió abandonar Francia en 1679, tras la muerte de la duquesa de Longueville, la más ferviente protectora del jansenismo. Se refugió entonces en los Países Bajos Españoles y vivió algún tiempo con Antoine Arnauld en Bruselas, luego en la abadía de Orval, en Lieja, y en otras ciudades, cambiando frecuentemente de nombre.

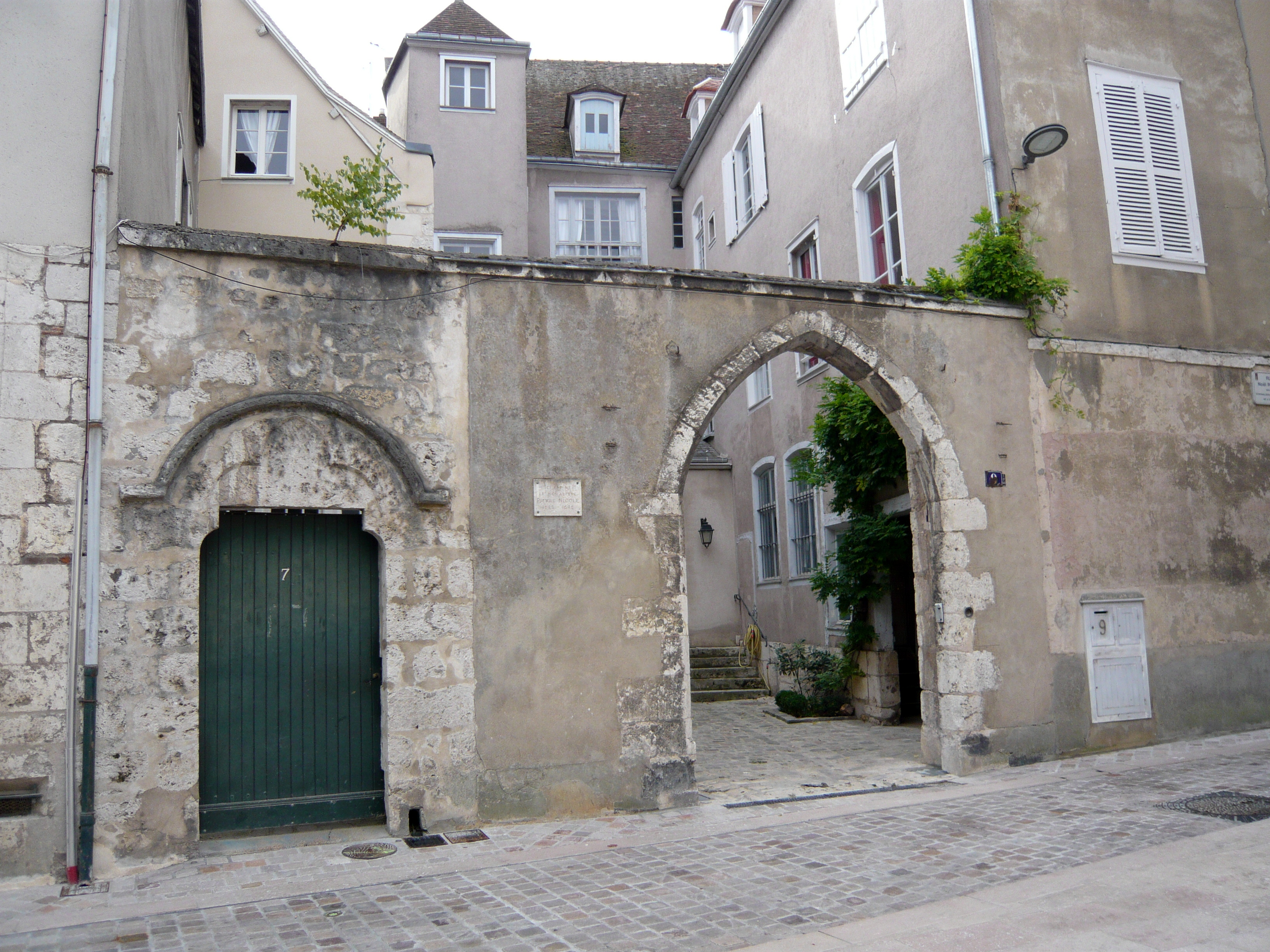
Casa natal de Pierre Nicole 9 rue Noël parfait Chartres Eure-et-Loir en Francia.

En 1683, François de Harlay de Champvallon, arzobispo de París, a quien envió una suerte de retractación, le permitió regresar secretamente a Chartres y luego a París, donde retomó sus ocupaciones habituales. Fue entonces cuando completó sus "Ensayos de moral", que le granjearon reputación. También participó en dos controversias famosas, la del quietismo, donde apoyó el punto de vista de Bossuet contra François Fénelon, y otra sobre los estudios monásticos, donde estuvo del lado de Jean Mabillon contra Armand Jean Le Bouthillier de Rancé.
Sus últimos años estuvieron marcados por la enfermedad y la invalidez, y murió después de una serie de ataques de apoplejía a los 70 años. Fue enterrado en la Iglesia de San Medardo en París. Su amigo, el erudito Henri-Charles de Beaubrun, fue su albacea testamentario.

## Seudónimos utilizados por Pierre Nicole
- Pierre Nicolle (1625-1695)[8]
- Guillaume Wendrock (1625-1695) [9]
- Barthélemy (1625-1695) [9]
- Chanteresme (1625-1695) [9]
- Chanteresne (1625-1695) [9]
- Damvillier (1625-1695) [9]
- Damvilliers (1625-1695) [9]
- Franciscus Profuturus (1625-1695) [9]
- Guillelmus Wendrockius (1625-1695) [9]

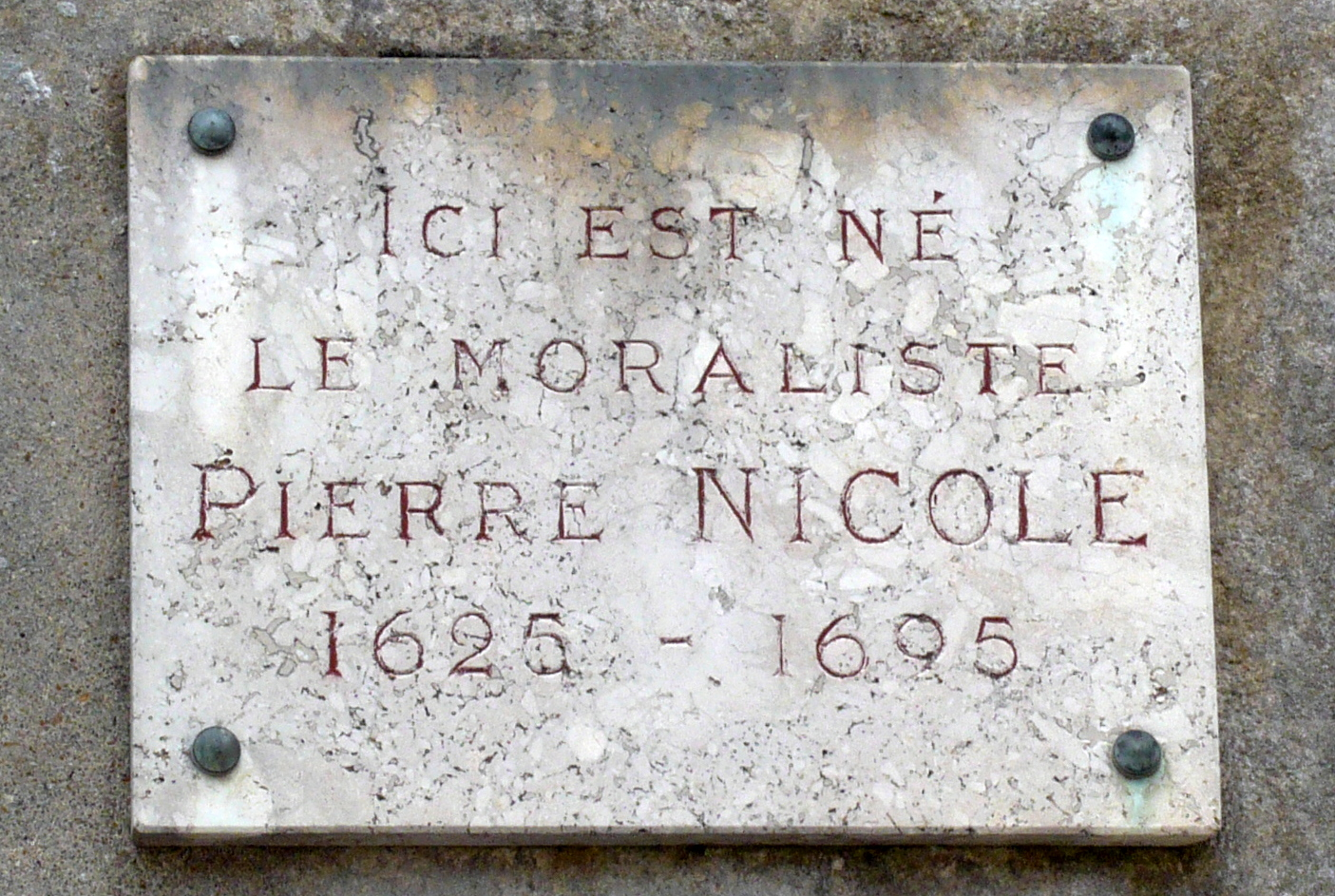
Placa del lugar de nacimiento de Pierre Nicole

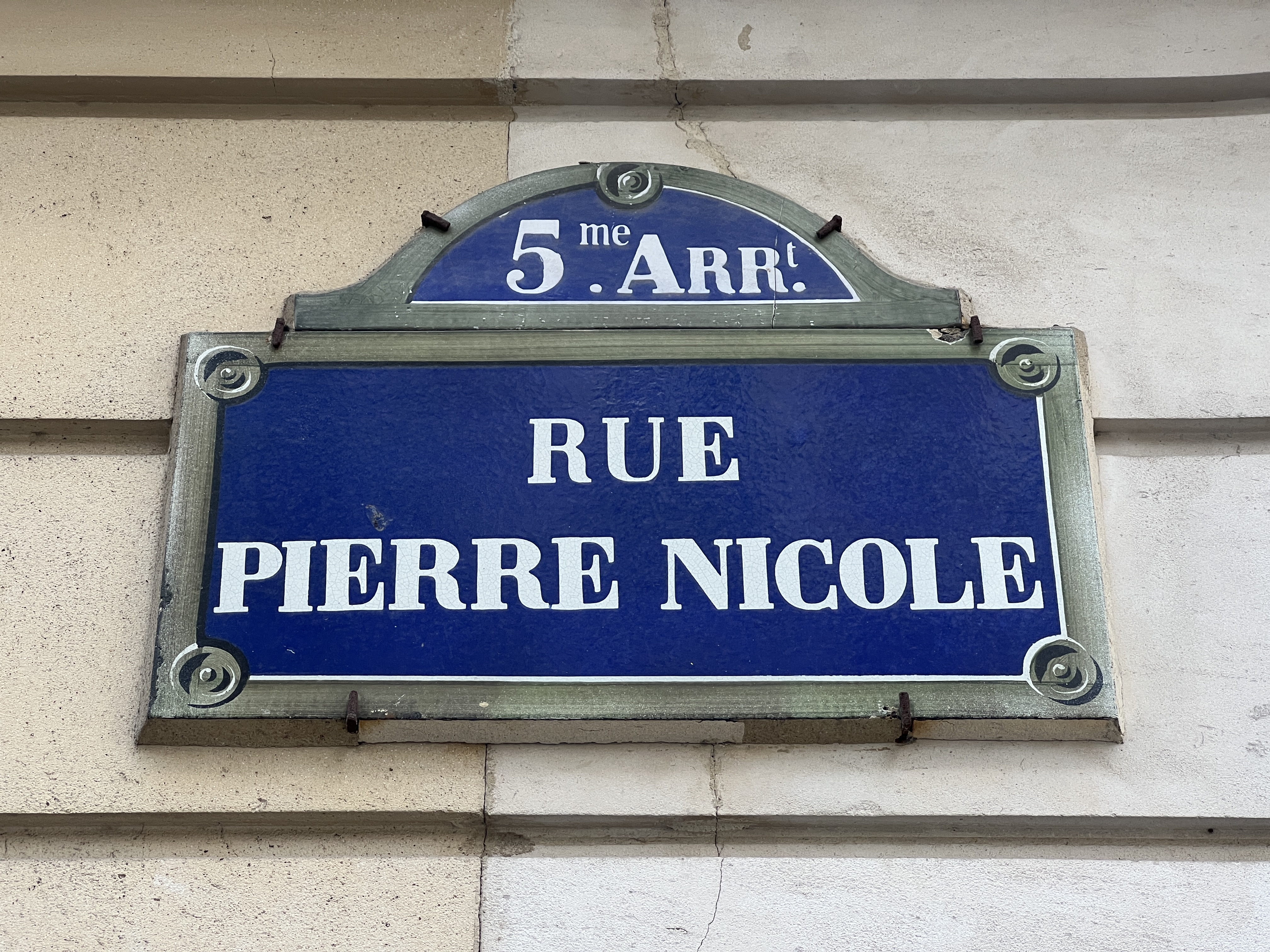
Placa de la calle Pierre Nicole

- Mombrigny (1625-1695) [9]
- Optatus theologus (1625-1695) [9]
- Paulus Irenaeus (1625-1695) [9]

## Homenajes
- En 1864, la calle Pierre-Nicole en el quinto distrito de París adopta su nombre en homenaje.[10]
- Se coloca una placa en la casa natal de Pierre Nicole. La ciudad de Chartres también ha nombrado una de sus calles en su honor.[11][12]